# Dürener Turnverein 1847 2016-2017
Questa voce raccoglie le informazioni riguardanti il Dürener Turnverein 1847 nelle competizioni ufficiali della stagione 2016-2017.

## Organigramma societario
Area direttiva
- Presidente: Rüdiger Hein

Area tecnica
- Allenatore: Tommi Tiilikainen
- Allenatore in seconda: Stefan Falter
- Scout man: Kai Niklaus, Helmut Schmitz, Felix Jülicher

Area sanitaria
- Medico: Manfred Berger, Jörn Hillekamp, Stefan Lukowsky
- Fisioterapista: Jonas Runge, Anja Zehbe

## Rosa
| N° | Nome                | Ruolo | Data di nascita   | Nazionalità sportiva |
| -- | ------------------- | ----- | ----------------- | -------------------- |
| 1  | Blair Bann          | L     | 26 febbraio 1988  | Canada               |
| 2  | Rudy Verhoeff       | S/O   | 24 giugno 1989    | Canada               |
| 3  | Tim Broshog         | C     | 2 dicembre 1987   | Germania             |
| 4  | Tomi Rumpunen       | S     | 11 aprile 1987    | Finlandia            |
| 5  | Dennis Barthel      | S     | 21 marzo 1996     | Germania             |
| 6  | Ossi Rumpunen       | S     | 18 aprile 1989    | Finlandia            |
| 7  | Romāns Saušs        | S     | 27 giugno 1989    | Lettonia             |
| 8  | Marvin Prolingheuer | S/O   | 29 giugno 1990    | Germania             |
| 9  | Jay Blankenau       | P     | 27 settembre 1989 | Canada               |
| 11 | Michael Andrei      | C     | 6 agosto 1985     | Germania             |
| 14 | Jaromir Zachrich    | C     | 14 aprile 1985    | Germania             |
| 17 | Jani Sippola        | P     | 4 maggio 1990     | Finlandia            |